# Calyptrotis
Metanarsia là một chi bướm đêm thuộc họ Gelechiidae.